# Pezoporus flaviventris
Pezoporus flaviventris és una espècie d'ocell de la família dels psitàcids que habita zones pantanoses i praderies del sud d'Austràlia Occidental. És considerat una subespècie de Pezoporus wallicus per diversos autors.